# Deutsche Basketballmeisterschaft der Frauen 1947

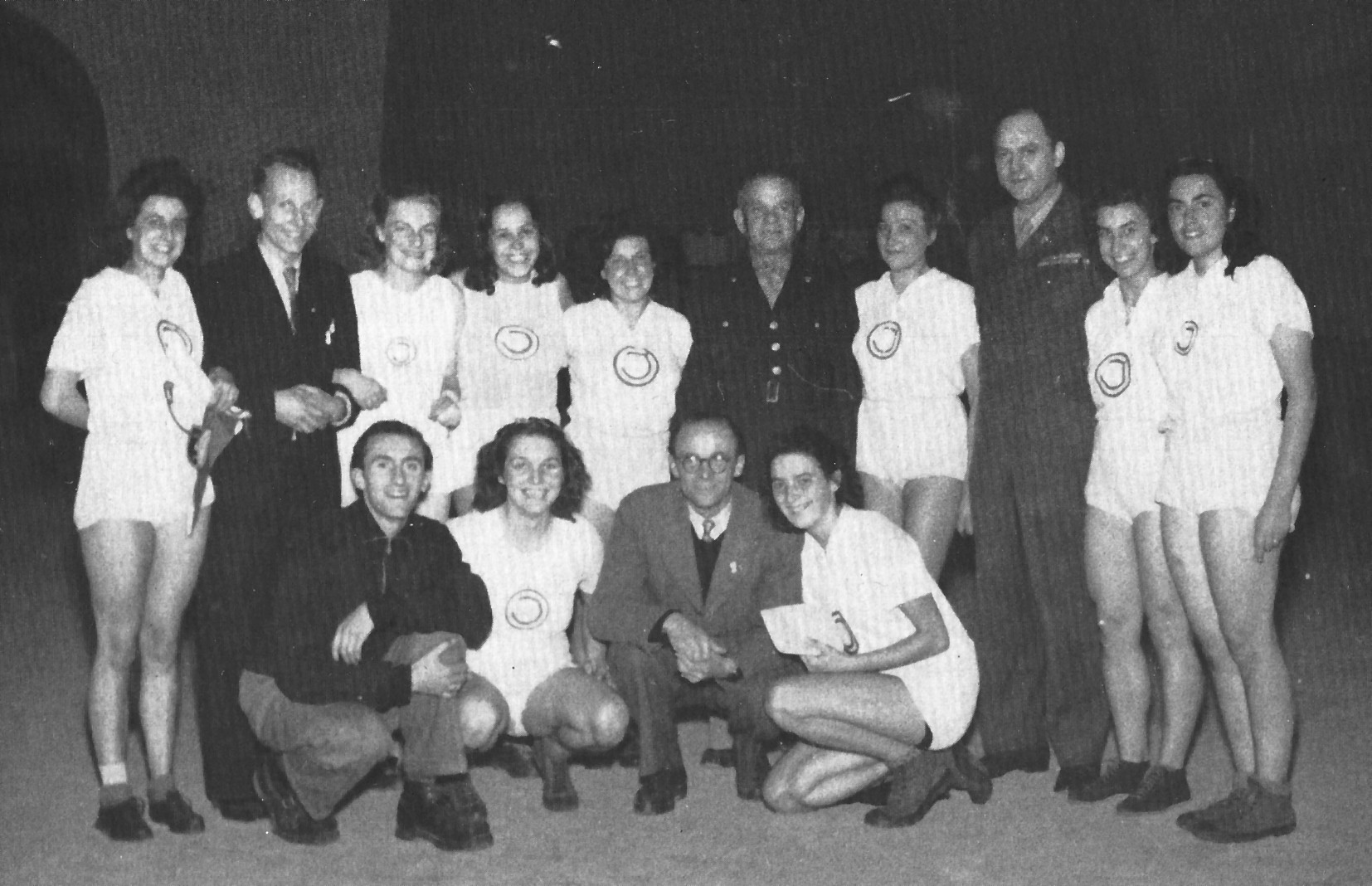
Meistermannschaft von 1947

Die Endrunde um die Deutsche Basketballmeisterschaft der Frauen 1947 fand vom 14. bis 16. November 1947 zeitgleich mit den Titelkämpfen der Männer in Darmstadt statt. Insgesamt vier Mannschaften ermittelten im K.-o.-System den ersten deutschen Basketballmeister der Frauen. Das Endspiel gewann die TS Jahn München knapp gegen die SG Berlin-Spandau, Dritter wurde der Karlsruher TV.